# Chłopcy Jo
Chłopcy Jo (ang. Jo's Boys, and How They Turned Out: A Sequel to "Little Men") – amerykańska powieść autorstwa Louisy May Alcott, ostatnia część cyklu zapoczątkowanego powieścią Małe kobietki. Po raz pierwszy wydana w 1886 r. 
Książka po raz pierwszy była wydana w Polsce w 1912 r. pod tytułem U progu życia (Dalsze losy Plumfieldu) w tłumaczeniu Celiny Kuszerówny.

## Fabuła
Akcja książki toczy się dziesięć lat po wydarzeniach opisanych w Małych mężczyznach. Szkoła w Plumfield została przekształcona w college, którego rektorem stał się profesor Bhaer, mąż Jo. Absolwenci starego Plumfield chętnie wracają do miejsca, gdzie spędzili wiele przyjemnych lat. 
Powieść najwięcej miejsca poświęca losom "chłopców Jo" - Tommy'emu, Emilowi (siostrzeńcowi profesora Bhaera), Demiemu (synowi Johna Brooke'a i Margaret March), Natowi, Danowi oraz synom profesora Bhaera i Jo - Robbowi i Teddy'emu. 